# L'Arche de Noé (film, 1928)
Pour les articles homonymes, voir L'Arche de Noé et Noah's Arc.
Pour plus de détails, voir Fiche technique et Distribution.

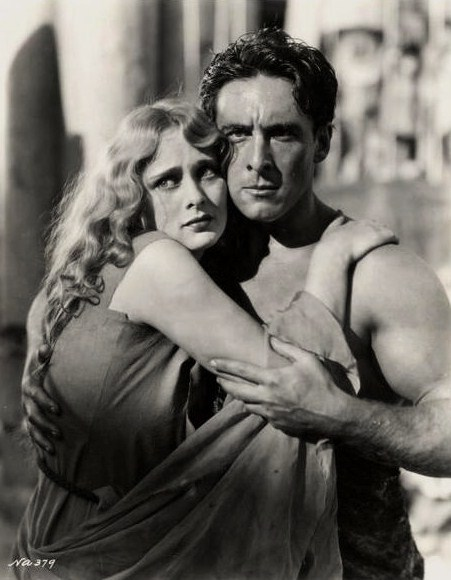
Dolores Costello et George O'Brien.

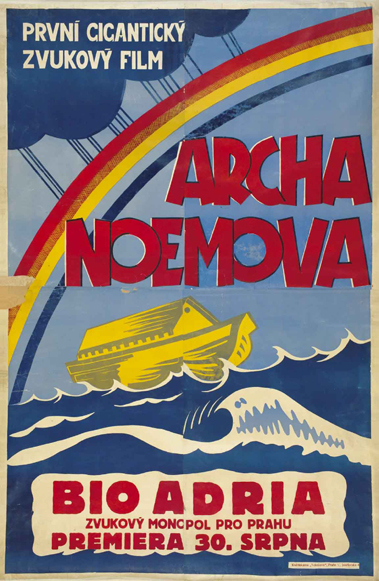
L'affiche tchèque du film.

L'Arche de Noé (Noah's Ark) est un film sonore américain réalisé par Michael Curtiz, sorti en 1928. 

## Synopsis
L'histoire de l'épisode biblique de l'Arche de Noé en parallèle avec la Première Guerre mondiale.

## Fiche technique
- Titre : L'Arche de Noé
- Titre original : Noah's Ark
- Réalisation : Michael Curtiz
- Scénario : Darryl F. Zanuck, Anthony Coldeway et De Leon Anthony
- Photographie : Barney McGill et Hal Mohr
- Montage : Harold McCord
- Musique : Alois Reiser
- Direction artistique : Anton Grot (non crédité)
- Costumes : Earl Luick (non crédité)
- Producteur : Darryl F. Zanuck
- Société de production : Warner Bros. Pictures
- Société de distribution : Warner Bros. Pictures
- Pays de production : États-Unis
- Langue : anglais
- Format : noir et blanc - 1,33:1 - son : Mono (Vitaphone)
- Genre : Film catastrophe, Film de guerre, film épique
- Durée : 135 minutes
- Dates de sortie : 
  - États-Unis : 1er novembre 1928
  - France : 22 novembre 1929

## Distribution
- Dolores Costello : Mary / Miriam
- George O'Brien : Travis / Japhet
- Noah Beery : Nickoloff / Roi Nephiliu
- Louise Fazenda : Hilda / Tavern Maid
- Guinn 'Big Boy' Williams : Al / Ham
- Paul McAllister : Aumônier militaire / Noé
- Myrna Loy : Danseuse / Esclave
- Anders Randolf : L'Allemand / Chef des soldats
- Armand Kaliz : Le Français / Chef de la garde du roi
- William V. Mong : Aubergiste / Garde
- Malcolm Waite : Le Blakan / Sem
- Nigel De Brulier : Soldat / Grand prêtre
- Noble Johnson : Brocanteur
- Otto Hoffman : Investisseur armé / Marchand

Et, parmi les acteurs non crédités
- Ward Bond : figurant
- Andy Devine : figurant
- Torben Meyer : Homme du train
- Nina Quartero : Jeune française
- John Wayne : figurant

## Maltraitance des figurants
À une époque où les tournages sont réalisés sans règles strictes de sécurité, certains ont payé les effets spéciaux au prix fort. En effet, le chef-opérateur insistait pour utiliser des figurines qui auraient parfaitement fait l'affaire pour la scène chaotique de la foule dans l'eau, mais le réalisateur Michael Curtiz (qui réalisa entre autres Casablanca) fit la sourde oreille. Après des heures passées dans une eau de plus en plus froide, avec des costumes lourds et moult répétitions, trois figurants furent retrouvés morts noyés, selon un cascadeur présent sur le tournage. Pourtant, aucune plainte ne fut enregistrée.

## Autour du film
- On retrouve dans ce film l’actrice Dolores Costello (grand-mère de l'actrice Drew Barrymore), qui figurera une décennie plus tard dans La Splendeur des Amberson d'Orson Welles, ainsi que l’acteur fétiche de John Ford : George O'Brien (Le Cheval de fer, Trois Sublimes Canailles), qui avait été l’interprète inoubliable du film mythique de Murnau : L'Aurore.